# Rover Metro
Rover Metro er en minibil, der blev produceret fra 1980 til 1998 af den britiske bilfabrikant Austin Rover Group under British Leyland. Bilen blev introduceret under navnet Austin Mini Metro i 1980, og skulle supplere Morris Mini i minibilsklassen. I løbet af sit 18 år lange liv blev Metro solgt under flere forskellige mærker i BL-gruppen, herunder Austin Metro, MG Metro og Rover Metro. Navnet blev ændret til Rover 100 i 1994, og der fandtes også varebilsudgaver kaldet Morris Metro og Metrovan.
Ved introduktionen blev Metro solgt som en Austin. Fra 1982 kunne modellen også fås i MG-udgaver, og fra 1990 til produktionens indstilling i 1998 blev bilen kun solgt under Rover-navnet. Til trods for, at den nye Rover 200-serie (introduceret i 1995) oprindeligt blev udviklet som afløser for Metro, blev den ikke markedsført som en sådan efter lanceringen. En direkte afløser for Metro i minibilsklassen kom ikke før 2004, da Rover CityRover blev lanceret. Rover Metro, på det tidspunkt kaldet Rover 100, blev taget ud af produktion i 1998, ironisk nok to år før den Morris Mini, som den oprindeligt var tiltænkt at erstatte.

## Austin/MG Metro
Den 8. oktober 1980 introducerede British Leyland Austin miniMetro. Den var ment som en storebror, og ikke en afløser for, Mini, efter at den tidligere Mini-afløser, med kodenavnet ADO88, blev afløst af projektet LC8 i 1977. British Leyland stod i slutningen af 1970’er overfor betydelige udfordringer i minibil-segmentet, hvor BL’s modeller var utidssvarende og blev presset af konkurrenternes populære minibiler, som f.eks. Ford Fiesta og de nye japanske producenter, der hastigt tog markedsandele fra BL. Den nye model blev udviklet forholdsvist hurtigt, og flere af komponenterne fra Mini blev benyttet i Metro, blandt andet motorer, drivline og gearkasse.
Navnet blev valgt efter en spørgeundersøgelse blandt ansatte, som kunne vælge mellem tre navne, "Match", "Maestro" og "Metro". Da resultatet blev klart, protesterede Metro Cammell, producent af tog og busser, umiddelbart mod brugen af navnet, men sagen blev løst ved at British Leyland sagde sig enig i kun at markedsføre bilen under navnet miniMetro.
Ved lanceringen blev Metro kaldt British Leylands redning.  British Leyland havde bl.a. problemer som følge af et forældede modelprogram med forældet teknologi og umoderne design − eksempelvis havde Mini været i produktion i hele 21 år, da Metro blev lanceret. Austin Allegro var syv år gammel, mens Morris Ital, som blev lanceret i 1980, i bund og grund kun var en ændret udgave af den ni år gamle Morris Marina. BL’s sidste helt nye model var Rover SD1 fra 1976.
Allerede længe før lanceringen var der enorm interesse for modellen. Selskabet valgte at lægge lanceringen for forhandlere ombord på et krydstogtskib, MS Vistafjord, mens præsentationen for publikum skete på den britiske biludstilling med Margaret Thatcher som publikum. Metro viste sig hurtigt at være populær blandt kunderne, og tidligt i produktionen var den Englands bedst sælgende bil i miniklassen, indtil den blev forbigået af den opdaterede Ford Fiesta.
I 1982 blev modelprogrammet udvidet til også at omfatte Vanden Plas- og MG-udgaver. Vanden Plas-udgaven var mere luksuriøs og havde mere udstyr, mens den noget kraftigere MG Metro 1.3 blev solgt som en sportslig model. Vanden Plas-udgaven havde fra 1984 samme motor som MG-udgaven, og blandt luksusudstyret i Metro Vanden Plas fandt man radio/båndoptager, el-ruder foran, et ændret instrumentbræt med omdrejningstæller og en lang liste af ekstraudstyr som triptæller, skindindtræk, fjernstyret bagagerumsåbning og tågeforlygter.

## Rover Metro
British Leyland skiftede i 1986 navn til Rover Group, og fra 1987 opgav Rover Austin-mærket og modellen blev nu blot solgt som “Metro”. I 1988 solgte den britiske regering Rover Group til British Aerospace (BAe), der relancerede modellen under navnet Rover Metro, efter mange opdateringer og helt nye motorer. Et nyt karrosseri var også designet, men dette blev droppet, fordi Rovers nye ejere nægtede at finansiere projektet. I stedet blev det oprindelige karrosseri forsynet med nye kofangere af plast for og bag, nye forskærme, nye baglygter, ny bagklap, forlygter og motorhjelm. Interiøret blev ændret med et nyt, rundt instrumentbræt, nyt rat, nye sæder (hentet fra den populære Rover 200-serie), nye dørpaneler og en række andre forbedringer. Den generelle byggekvalitet blev anset for at være bedre end den tidligere Metro.
Efter relanceringen som Rover-model (og efter Rovers samarbejde med japanske Honda) var Metros byggekvalitet, køreegenskaber og driftssikkerhed nu så meget bedre, at den igen klatrede til tops i minibilsklassen. Tidligt i 1990'erne konkurrerede den med langt nyere bilmodeller som Renault Clio, Peugeot 106 og Ford Fiesta. Salget blev utvivlsomt hjulpet af, at Rover fortsat blev set på som et "premiummærke", mens andre premiummærker ikke havde nogen modeller i minibilsklassen.

## Rover 100
I 1994 solgte BAe Rover til BMW, der fra efteråret 1994 droppede Rover Metro-navnet, og erstattede det med et nyt, Rover 100, et navn som allerede var blevet brugt i resten af Europa siden relanceringen af modellen i 1990. Bilens komponenter var stort set de samme som tidligere, men man kunne nu også vælge en 1,5-liters dieselmotor fra Peugeot. Eksteriøret blev ændret for at skjule bilens alder, sørge for bedre køling til motoren og for at få plads til Rovers nye og mindre grill. Dette blev opnået gennem nye kofangere for og bag, nye forlygter, ny motorhjelm og visse andre forandringer.
En række stærkere farver og mere brug af kromlister bidrog til, at bilen virkede mere luksuriøs. Interiøret blev opdateret for at øge kvalitetsfølelsen, men der var ingen forandringer på de grundlæggende komponenter, som blev anset for at udnytte pladsen dårligt og være gammeldags sammenlignet med de mere moderne konkurrenter.
I februar 1998 fik Rover 100 meget dårlige resultater i Euro NCAPs kollisionstester, og var datidens eneste bil, som kun havde fået én stjerne i passager-kollisionstesten. Andre minibiler fik på samme tid to eller tre stjerner (ud af fire). Kabinen fik meget store skader under frontalkollisionstesten, og resultaterne viste en høj risiko for skader på alle førerens kropsdele. Disse dårlige resultater var heller ikke Rover 100s eneste problem, den lå langt bagefter konkurrenterne når det gjaldt byggekvalitet, specifikationer og design, selv om den fortsat lå godt når man så på brændstoføkonomi og pris. Efter et fuldstændigt kollaps i salget trak Rover modellen tilbage fra produktion, og den 18 år lange produktion var dermed slut.
Modellen fik ingen direkte efterfølger, selv om Rover 200-serien fra 1995 oprindeligt var tiltænkt som afløser for både den tidligere 200-serie og 100-serien. Begge disse blev solgt parallelt frem til 1998, da Rover 100 udgik af produktion. Efter et facelift og navneskift til Rover 25 i 1999 markedsførte Rover denne som en minibil. Planen var oprindeligt at beholde både 100 og 25 på markedet frem til Rover kunne lancere Metros virkelige efterfølger, en ny Mini, men BMWs salg af MG Rover-Group i 2000 satte en stopper for disse planer. BMW beholdt MINI-designet, og MG Rovers afløser for Metro blev dermed Rover 25 samt den næsten identiske MG ZR.
Rovers næste bil i miniklassen skulle komme i efteråret 2003, med Rover CityRover, en model med 1,4-litersmotor som blev bygget sammen med Tata Indica i Indien. Denne model blev langt fra ligeså populær som Metro og Rover 100, og blev ikke inkluderet i modelprogrammet efter at Nanjing Automobile købte resterne efter MG Rovers konkurs i 2005.